# 牛烏水塘
牛烏水塘位於馬鞍山利安邨以南山坡，地圖座標KK161820，為一小形儲水池，並非水務署管轄的水塘。該水塘於1963年興建，以濶V形水壩攔截由牛押山流向烏溪沙青年新村側的山澗而成。該水塘可能為供水予「烏溪沙兒童新村」而建。「烏溪沙兒童新村」為一所孤兒院。1970年結束後，原址改為「香港中華基督教青年會烏溪沙青年新村」。該青年營的網頁表示「烏溪沙兒童新村」擁有「自給自足的水塘」。

## 軼事
2020年10月某日，一位中年女士模仿唐朝楊貴妃「春寒賜浴華清池，溫泉水滑洗凝脂」在牛烏石澗赤裸浸浴，被人拍下片段在網上瘋傳。